# Regni Vegetabilis Systema Naturale
Regni Vegetabilis Systema Naturale (abreviado Syst. Nat. (Candolle)) es un libro con ilustraciones y descripciones botánicas que fue escrito por el briólogo, botánico, micólogo, pteridólogo suizo Augustin Pyrame de Candolle. Fue editado en 2 volúmenes en los años 1817-1821, con el nombre de Regni Vegetabilis Systema Naturale, sive Ordines, Genera et Species Plantarum Secundum Methodi Naturalis Normas Digestarum et Descriptarum. Paris.